# Myzostoma divisor
Myzostoma divisor is een ringworm uit de familie Myzostomatidae.
Myzostoma divisor werd in 1989 voor het eerst wetenschappelijk beschreven door Grygier.